# Campionati del mondo di atletica leggera 2005 - 400 metri piani femminili
La gara dei 400 metri piani femminili ai Campionati del mondo di atletica leggera di Helsinki 2005 si è svolta nelle giornate del 7 agosto (batterie), 8 agosto (semifinali) e 10 agosto (finale).

## Podio
| Posizione | Atleta                   | Paese       |
| --------- | ------------------------ | ----------- |
| Oro       | Tonique Williams-Darling | Bahamas     |
| Argento   | Sanya Richards           | Stati Uniti |
| Bronzo    | Ana Guevara              | Messico     |

## Batterie

### Batteria 1
1. Ana Guevara,  Messico 51"14 Q
2. Christine Amertil,  Bahamas 51"35 Q
3. Fatou Bintou Fall,  Senegal 51"45 Q
4. Donna Fraser,  Regno Unito 51"68 q
5. Anna Guzowska,  Polonia 52"20 q
6. Dímitra Dóva,  Grecia 52"29
7. Egle Uljas,  Estonia 52"94
8. Kou Luogon,  Liberia 54"85

### Batteria 2
1. DeeDee Trotter,  Stati Uniti 51"44 Q
2. Christine Ohuruogu,  Regno Unito 51"76 Q
3. Karen Shinkins,  Irlanda 51"82 Q
4. Kaltouma Nadjina,  Ciad 51"88 q
5. Lucimar Teodoro,  Brasile 52"19 q
6. Asami Tanno,  Giappone 52"80
7. Sandrine Thiébaud-Kangni,  Togo 53"39
8. Gayane Bulghadaryan,  Armenia 59"46

### Batteria 3
1. Svetlana Pospelova,  Russia 50"80 Q
2. Tiandra Ponteen,  Saint Kitts e Nevis 51"37 Q
3. Nawal El Jack,  Sudan 51"61 Q
4. Maria Laura Almirão,  Brasile 52"69
5. Libania Grenot,  Cuba 53"05
6. Barbara Petráhn,  Ungheria 53"09
7. Kirsi Mykkänen,  Finlandia 53"10
8. Shifana Ali,  Maldive 1'01"55

### Batteria 4
1. Tonique Williams-Darling,  Bahamas 51"04 Q
2. Olesya Zykina,  Russia 51"59 Q
3. Shericka Williams,  Giamaica 52"07 Q
4. Anna Kozak,  Bielorussia 52"19 q
5. Grażyna Prokopek,  Polonia 52"39
6. Solen Désert-Mariller,  Francia 52"94
7. Amantle Montsho,  Botswana 53"97

### Batteria 5
1. Sanya Richards,  Stati Uniti 51"00 Q
2. Amy Mbacké Thiam,  Senegal 51"66 Q
3. Lorraine Fenton,  Giamaica 52"07 Q
4. Hazel-Ann Regis,  Grenada 52"51
5. Antonina Yefremova,  Ucraina 52"89
6. Aliann Pompey,  Guyana 53"12
7. Estie Wittstock,  Sudafrica 53"28

### Batteria 6
1. Natalya Antyukh,  Russia 51"38 Q
2. Monique Henderson,  Stati Uniti 51"65 Q
3. Ilona Usovich,  Bielorussia 51"66 Q
4. Lee McConnell,  Regno Unito 52"00 q
5. Ronetta Smith,  Giamaica 52"26
6. Kineke Alexander,  Saint Vincent e Grenadine 54"45
7. Mounira Al-Saleh,  Siria 55"83
  - Hortense Bewouda,  Camerun dnf

## Semifinali

### Semifinale 1
1. Sanya Richards,  Stati Uniti 50"05 Q
2. Amy Mbacké Thiam,  Senegal 50"83 Q
3. Natalya Antyukh,  Russia 50"99
4. Nawal El Jack,  Sudan 51"85
5. Tiandra Ponteen,  Saint Kitts e Nevis 51"88
6. Shericka Williams,  Giamaica 52"44
7. Donna Fraser,  Regno Unito 52"48
8. Anna Kozak,  Bielorussia 52"73

### Semifinale 2
1. Svetlana Pospelova,  Russia 50"34 Q
2. DeeDee Trotter,  Stati Uniti 50"73 Q
3. Christine Amertil,  Bahamas 51"03
4. Christine Ohuruogu,  Regno Unito 51"43
5. Lorraine Fenton,  Giamaica 51"48
6. Kaltouma Nadjina,  Ciad 52"07
7. Fatou Bintou Fall,  Senegal 52"35
8. Anna Guzowska,  Polonia 52"45

### Semifinale 3
1. Tonique Williams-Darling,  Bahamas 49"69 Q
2. Ana Guevara,  Messico 50"33 Q
3. Olesya Zykina,  Russia 50"73 q
4. Monique Henderson,  Stati Uniti 50"73 q
5. Ilona Usovich,  Bielorussia 50"96
6. Lee McConnell,  Regno Unito 51"15
7. Lucimar Teodoro,  Brasile 51"98
8. Karen Shinkins,  Irlanda 52"17

## Finale
1. Tonique Williams-Darling,  Bahamas 49"55
2. Sanya Richards,  Stati Uniti 49"74
3. Ana Guevara,  Messico 49"81
4. Svetlana Pospelova,  Russia 50"11
5. DeeDee Trotter,  Stati Uniti 51"14
6. Olesya Zykina,  Russia 51"24
7. Monique Henderson,  Stati Uniti 51"77
8. Amy Mbacké Thiam,  Senegal 52"22